# Autoharp

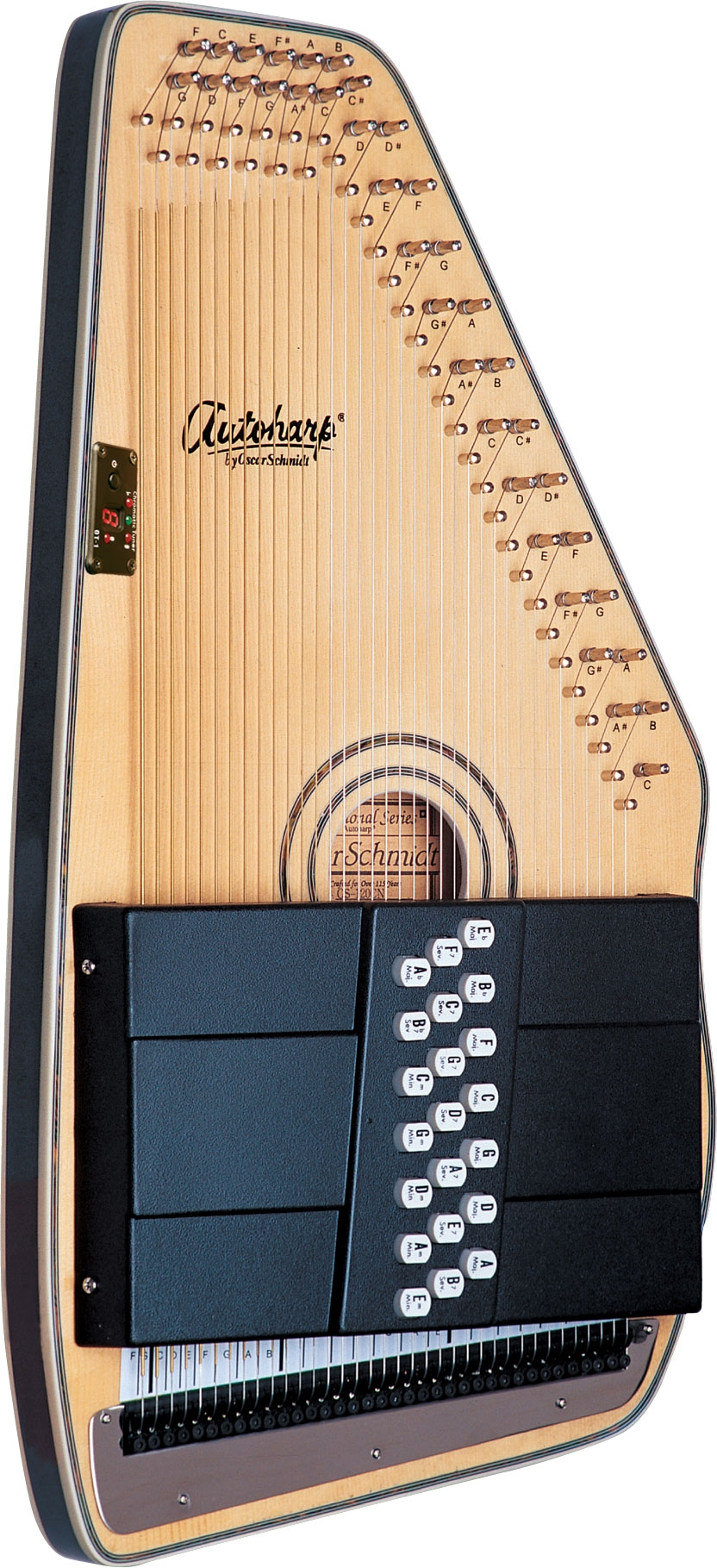
modern Autoharp

Autoharp is een handelsmerk voor een op de citer gelijkend snaarinstrument waarbij de snaren bevestigd zijn aan dempers die, wanneer ze worden ingedrukt, alle snaren dempen behalve de snaren die een gewenst akkoord vormen. De naam is gedeponeerd door de Oscar Schmidt Company.
Autoharps werden voor het eerst geproduceerd in Duitsland in 1890. Zij worden algemeen gebruikt in de Verenigde Staten als bluegrass- en volksinstrumenten. Het is niet moeilijk om het instrument te leren bespelen.

## Gebruik
- James Lowe, zanger van de psychedelische-rockgroep The Electric Prunes, maakte gebruik van een autoharp (onder meer in het liedje A Long Day's Flight).
- De autoharp is te horen in het nummer Autoharp van de Belgische band Hooverphonic en in Phase Dance en San Lorenzo van de Pat Metheny Group.
- Ook is de autoharp te horen in het nummer Waor is iederiene bleben van Daniël Lohues op het album Allennig 3.
- PJ Harvey bespeelt het instrument vaak wanneer zij solo het nummer Down by the Water brengt. In februari 2011 bracht ze een volledig album uit dat ze schreef op de autoharp, Let England Shake.
- Reese Witherspoon heeft voor haar rol als June Carter Cash in de film Walk the Line moeten leren de autoharp te bespelen.
- Jaap van Beusekom speelt autoharp op diverse nummers van de Nederlandse folkband CCC Inc.
- Billy Connolly bespeelt de autoharp soms tijdens zijn stand-upcomedyshows, naast het gebruik van de banjo.
- Johanna Söderberg van de Zweedse band First Aid Kit bespeelt vaak autoharp.
- Sara Dougherty Carter speelt autoharp in veel nummers uitgebracht door de Carter Family
- Brian Firkus, Alias Trixie Mattel gebruikt de autoharp in zijn albums "Two Birds" en "One Stone".
- In het nummer “Kleinkinderen” van de Achterhoekse streektaalband  GoedVolk is ook de autoharp te horen, gespeeld door Stef Geurtzen. Het staat op hun in 2024 verschenen cd “Dwars deur ‘t laeven”